# Champanhe e Água Benta
Champanhe e Água Benta é o primeiro single de trabalho do álbum Tamo Aí Na Atividade. O gênero musical usado como base na música foi o rap rock.
A música também está inclusa no CD 10 Hits Da Jovem Pan, lançado em 2002.

## Desempenho nas Paradas Musicais
| Ano  | Single                   | Charts      | Charts         | Charts       | Charts    | Charts        | Charts | Charts | Álbum                |
| Ano  | Single                   | BRA Hot 100 | BRA Hit Parade | BRA Year End | Bill. BRA | Bill. Pop BRA | HSPN   | POR    | Álbum                |
| ---- | ------------------------ | ----------- | -------------- | ------------ | --------- | ------------- | ------ | ------ | -------------------- |
| 2004 | "Champanhe e Água Benta" | 1           | 1              | 70           | —         | —             | 9      | 33     | Tâmo Aí na Atividade |

## Prêmios e indicações
| Ano  | Prêmio                 | Categoria             | Resultado | Ref.  |
| ---- | ---------------------- | --------------------- | --------- | ----- |
| 2005 | MTV Video Music Brasil | Escolha da Audiência  | Indicado  | [ 4 ] |
| 2005 | MTV Video Music Brasil | Videoclipe de Rock    | Indicado  | [ 4 ] |
| 2005 | MTV Video Music Brasil | Direção em Videoclipe | Indicado  | [ 4 ] |
| 2005 | MTV Video Music Brasil | Edição em Videoclipe  | Indicado  | [ 4 ] |